# Le Grand Jour (X-Files)
Le Grand Jour (The Unnatural) est le 19e épisode de la saison 6 de la série télévisée X-Files. Dans cet épisode, Arthur Dales raconte à Mulder l'histoire d'un joueur de baseball noir des années 1940 qui était en fait un extraterrestre.
C'est le premier épisode de la série écrit et réalisé par David Duchovny, qui s'est inspiré d'une histoire qu'il avait lu à propos d'un joueur de baseball des années 1950 de l'équipe de Roswell. Darren McGavin devait reprendre le rôle d'Arthur Dales mais a été victime d'un malaise cardiaque au début du tournage, ce qui a provoqué un léger réaménagement du scénario. L'épisode a été accueilli très favorablement par la critique, et a été analysé pour son utilisation de motifs littéraires, comme sa structure en forme de conte, et son approche du thème du racisme.

## Résumé
En 1947, à Roswell, un match de baseball en nocturne est interrompu par l'arrivée d'un groupe de cavaliers du Ku Klux Klan. Ceux-ci cherchent Josh Exley, un talentueux joueur noir, mais les joueurs des deux équipes se battent contre eux. Quand le masque du chef du KKK vaincu est retiré, il révèle le visage d'un petit-gris.
En 1999, Mulder et Scully étudient les archives de journaux des années 1940 du Nouveau-Mexique quand Mulder repère un article où il voit la photographie d'Arthur Dales, le premier agent du bureau des « affaires non classées », aux côtés de Josh Exley et d'un extraterrestre polymorphe que Mulder a déjà vu. Mulder rend visite à Dales mais ne trouve chez lui que son frère, également prénommé Arthur. Ce dernier lui affirme que c'est lui qui est sur la photo et lui raconte son histoire.
Arthur Dales, qui est alors un jeune policier de Roswell, est chargé de protéger Josh Exley, qui a reçu des menaces de mort. Une nuit, Dales voit que le reflet d'Exley dans la vitre du bus de l'équipe est celui d'un extraterrestre. Le lendemain, lors d'un match, Exley est heurté à la tête par une balle et parle dans un étrange langage avant de retrouver ses sens. Dales prélève une substance verte sur le gant où a reposé la tête d'Exley. En fouillant dans son passé, Dales découvre que le véritable Josh Exley était un jeune garçon qui a disparu cinq ans auparavant.
Plus tard, Dales entend du bruit dans la chambre d'hôtel d'Exley et y pénètre, tombant nez à nez avec Exley sous sa vraie forme de petit-gris. Exley lui raconte que sa race interdit les contacts avec les humains mais qu'il est tombé amoureux du baseball et a décidé de rester sur Terre. Un chasseur de primes extraterrestre qui poursuit les aliens renégats prend l'apparence d'Exley et assassine le scientifique qui analysait la substance verte prélevée par Dales. Celui-ci prévient Exley qu'il est désormais recherché par la police et qu'il doit se cacher.
L'épisode revient à la scène du début. Tous les joueurs, sauf Exley, s'enfuient quand ils voient le visage de l'extraterrestre. Celui-ci prend alors l'apparence sous laquelle Mulder le connaît et demande à Exley de lui montrer son vrai visage avant qu'il ne le tue. Exley lui répond que son visage humain est son vrai visage avant de se laisser frapper au cou. Il meurt dans les bras de Dales, arrivé trop tard, mais non sans avoir vu que son sang est, inexplicablement, du sang humain. Lors de l'épilogue, Mulder donne rendez-vous à Scully sur un terrain de baseball et lui apprend à jouer.

## Distribution
- David Duchovny : Fox Mulder
- Gillian Anderson : Dana Scully
- Jesse L. Martin : Josh Exley
- Fredric Lane : Arthur Dales jeune
- Brian Thompson : le chasseur de primes extraterrestre
- M. Emmet Walsh : Arthur Dales
- Jesse James : le garçon
- Paul Willson : Ted

## Production

### Écriture du scénario
David Duchovny avait déjà participé à l'élaboration des histoires des épisodes La Colonie, Anasazi, La Visite et Anagramme mais le scénario du Grand Jour est le premier qu'il écrit en solo. L'acteur décide au début de la sixième saison qu'il est temps pour lui de s'essayer à cet exercice car il a désormais assez confiance en ses compétences pour cela. Il rencontre Chris Carter à la fin de l'année 1998 et obtient son accord pour écrire un épisode de la fin de saison.
Duchovny, tout comme Carter, envisage d'écrire un épisode sur le baseball depuis plusieurs années. Il développe l'intrigue pendant la saison de baseball 1998 au cours de laquelle Mark McGwire et Sammy Sosa battent tous les deux le record de homeruns dans une saison qui était détenu par Roger Maris depuis 1961. Il lit un article au sujet de Joe Bauman, un joueur de baseball qui jouait pour l'équipe des Roswell Rockets et avait frappé 72 homeruns en 1954 mais n'avait jamais joué en ligue majeure de baseball. Duchovny fait immédiatement la connexion entre cette histoire et l'affaire de Roswell, en développant l'idée que Bauman aurait pu être un extraterrestre. Il reconnaît par la suite que ces coïncidences de lieu et d'époque ont facilité la conception de l’histoire.
Duchovny décide de faire du personnage principal de son histoire un afro-américain et de la situer pendant la période où Jackie Robinson devient le premier joueur noir à jouer en ligue majeure. Après avoir lu la première version du scénario, Carter y ajoute quelques éléments importants, comme l'inclusion des personnages du chasseur de primes extraterrestre et d'Arthur Dales. Le titre original de l'épisode, The Unnatural, est un clin d'œil à celui du film The Natural (1984). La tagline habituelle du générique, The Truth Is Out There, est remplacée pour cet épisode par In the Big Inning, qui est un jeu de mots avec In the Beginning.

### Choix des interprètes
Jesse L. Martin est tout de suite engagé pour jouer le rôle de Josh Exley car David Duchovny l'a déjà remarqué dans la comédie musicale Rent ainsi que dans des épisodes de la série Ally McBeal et estime qu'il a le « bon feeling » pour le rôle.
Darren McGavin doit initialement reprendre le rôle d'Arthur Dales, qu'il a déjà interprété dans les épisodes Compagnons de route et Agua mala, mais, deux jours après le début du tournage, il est victime d'un malaise cardiaque. Duchovny réécrit alors légèrement le scénario pour expliquer son absence, et McGavin est remplacé par M. Emmet Walsh. Plusieurs scènes impliquant la version plus jeune de son personnage ayant déjà été tournées, Duchovny se voit contraint de donner aux deux frères Dales le même prénom, mettant cette bizarrerie sur le compte du manque d'imagination de leurs parents. Avant son malaise, McGavin avait déjà tourné deux scènes, qui figurent dans les bonus du DVD de l'intégrale de la sixième saison.
Fredric Lane, qui a lui aussi déjà joué dans l'épisode Compagnons de route, reprend le rôle de la version plus jeune d'Arthur Dales. Le commentateur sportif Vin Scully, dont le nom a inspiré celui de Dana Scully, fait un caméo dans l'épisode dans le rôle d'un commentateur radio. Il accepte d'apparaître à titre gracieux car le budget de l'épisode ne permet pas de le payer. Daniel Duchovny, le frère de David, apparaît dans la première scène de l'épisode dans le rôle d'un joueur de baseball chambreur.

### Tournage
En discutant ensemble du scénario, David Duchovny et Chris Carter conviennent que l'acteur sera également le réalisateur de l'épisode car son personnage n'intervient que dans assez peu de scènes, ce qui laisse à Duchovny le temps de se concentrer sur les autres aspects de l'épisode,. La structure narrative particulière de l'épisode offre par ailleurs beaucoup de repos à Gillian Anderson puisque son personnage n'apparaît que dans deux scènes. 
Le stade de baseball Jay Littleton d'Ontario (Californie) est utilisé pour les scènes censées se dérouler au stade de Roswell. L'équipe de production fait passer une publicité à la radio et dans les journaux locaux pour annoncer qu'elle cherche des gens habillés à la mode des années 1940 pour figurer le public du stade. Durant le tournage de ces scènes, une tombola est organisée entre les prises, les gagnants remportant des produits dérivés signés de la série. La dernière scène de l'épisode, où Mulder apprend à Scully à jouer au baseball, est filmée à Cheviot Hills Park, à Los Angeles. Durant cette scène, on peut entendre Come and Go with Me to that Land interprétée par Jesse L. Martin.
Des modèles de bus et des voitures des années 1940 sont loués pour l'épisode, et un soin tout particulier est apporté aux tenues et aux coiffures. Un membre de l'équipe fait des recherches au temple de la renommée du baseball pour s'assurer de l'exactitude des statistiques figurant dans l'épisode. La cagnotte Peter Rosebud que Dales montre à Mulder est créée de toutes pièces et se révèle être l'un des accessoires les plus coûteux de toute la saison. Pour la première fois dans l'histoire de la série, Mark Snow compose la musique de l'épisode avec de véritables musiciens plutôt qu'avec des synthétiseurs. Le guitariste slide Nick Kirgo et l'harmoniciste Tommy Morgan assistent Snow pour l'enregistrement.
L'équipe de la série délivre des commentaires flatteurs sur l'épisode. Chris Carter affirme que David Duchovny « a une compréhension très intime de la série et a tiré le meilleur parti de l'occasion qui lui était offerte de raconter une histoire très différente de ce que la série produit habituellement ». Gillian Anderson déclare pour sa part qu'elle a trouvé le scénario « merveilleux, à la fois tendre, respectueux et humble ».

## Accueil

### Audiences
Lors de sa première diffusion aux États-Unis, l'épisode réalise un score de 10,1 sur l'échelle de Nielsen, avec 15 % de parts de marché, et est regardé par 16,88 millions de téléspectateurs. La promotion télévisée de l'épisode est réalisée avec le slogan « It's not just America's pastime anymore » (en français « Ce n'est plus seulement le passe-temps national de l'Amérique »).

### Accueil critique
L'épisode a obtenu des critiques très favorables. Pour Eric Mink, du New York Daily News, l'épisode « mélange si ingénieusement, et de façon originale et charmante, des éléments classiques de la série avec l'ironie et l'autodérision » qu'il atteint le niveau des meilleurs épisodes de la série. Dans leur livre sur la série, Robert Shearman et Lars Pearson lui donnent la note de 5/5, évoquant une « fable délicieuse », à la fois sentimentale et comique, au dénouement lui donnant « encore plus d'éclat ». Le journal The Gazette le classe à la 10e place des meilleurs épisodes standalone de la série, évoquant une « histoire déchirante » à propos d'un extraterrestre et de son amour du baseball, mais qui inclut également deux scènes « tendres et amusantes entre Mulder et Scully ».
Pour Todd VanDerWerff, du site The A.V. Club, qui lui donne la note de A-, l'épisode démarre de façon un peu mièvre et maladroite mais finit par nous accrocher, aidé en cela par un « formidable jeu d'acteur de Jesse L. Martin », grâce à son sens de la nostalgie, sa « sincérité presque douloureuse » et son dernier quart « remarquablement chaleureux » et triste à la fois. Dans son livre, Tom Kessenich le classe à la 6e place des meilleurs épisodes de la série, évoquant un épisode qu'il a « énormément apprécié ». Paula Vitaris, de Cinefantastique, lui donne la note de 4/4, estimant que l'épisode traite avec succès du pouvoir du conte, à tel point qu'il est « hors de propos de savoir si l'histoire de Dales est vraie ou non », et qu'il se termine sur « l'un des épilogues les plus charmants de toute la série ».
En France, le site Le Monde des Avengers estime que David Duchovny « se montre aussi doué pour la mise en scène que pour l’écriture » avec ce « radieux road movie » empli « d’humour, de sentiment et de vitalité » et qui trouve son parachèvement dans sa dernière scène « d’une grande poésie mais aussi d’un magnifique romantisme ». Le site Daily Mars le qualifie de « conte très émouvant », à la « simplicité et à la précision parfaite », et qui est « porté par les performances épatantes du très empathique Jesse L. Martin et de M. Emmet Walsh ».

### Distinctions
L'épisode a été nommé en 1999 au Primetime Emmy Award de la meilleure photographie pour une série.

## Analyse
Mulder cite au début de l'épisode l'un des « proverbes de l'enfer » du livre de William Blake, Le Mariage du Ciel et de l'Enfer (1793), lors d'une discussion avec Scully : « Le chemin de l'excès mène au palais de la Sagesse ». Dans son essai, Sharon Yang écrit que Mulder utilise cette référence érudite afin de « justifier son dévouement passionné à sa quête de connaissance dans des domaines ésotériques méprisés par la majorité de l'élite intellectuelle ».  Robert Shearman et Lars Pearson soutiennent dans leur livre que l'épisode fonctionne à la manière d'un conte de fées, dans sa structure narrative comme dans le miracle du sang d'Exley coulant rouge par lequel s'accomplit son souhait de devenir humain, et que sa conclusion est un exemple de happy end. Ils ajoutent que les scènes où Mulder se moque de l'histoire de Dales et cherche à la relier à la conspiration est une métaréférence à la façon dont de nombreux fans de la série ont réagi envers les épisodes de la sixième saison au ton général beaucoup plus humoristique et/ou romantique que ceux des saisons précédentes.
Les thèmes du racisme et de la ségrégation transparaissent également dans l'épisode. Dans son livre, Sara Gwenllian-Jones affirme que les noirs sont ici assimilés aux extraterrestres, tous deux jouant le rôle de « l'autre » à qui « il n'est jamais permis de s'intégrer ou de se sentir en sécurité ». Elle met en exergue la scène où Dale voit le reflet d’extraterrestre d'Exley dans la vitre du bus comme un exemple de cette comparaison. En dépit de sa venue sur terre, Exley n'a fait que passer d'une société ségrégationniste à une autre. Cela est illustré lors de la scène où Exley, après avoir révélé sa vraie forme à Dales, lui dit que son peuple conserve jalousement son intimité et refuse d’interagir avec les humains. Ce discours exprime un sentiment similaire à la mentalité ségrégationniste régnant aux États-Unis dans les années 1940.